# 王楣
王楣（1522年—1578年），字光大，别號明軒，順天府遵化縣人，民籍，明朝政治人物。

## 生平
嘉靖三十四年（1555年）乙卯科順天府鄉試第二十三名舉人。嘉靖四十四年（1565年）中式乙丑科二甲第二十九名進士。都察院观政，本年八月授工部主事，管清江浦。隆慶二年（1568年）二月升员外，四月升郎中，四年八月養病。萬曆二年（1574年）十月復除户部郎中，閏十二月升凤翔府知府，六年五月卒。

## 家族
曾祖王林；祖父王鏜；父王經，母孟氏。兄王栋、王楹、王樓、弟王橋、王松、王楠。